# (26206) 1997 PJ4
1997 بي جاي 4 (ويعرف أيضًا باسم (26206) 1997 بي جاي 4 وفق تسمية الكوكب الصغير) (بالإنجليزية: 1997 PJ4)‏ هو كويكب ضمن حزام الكويكبات؛ وترتيبه 26206 من حيث الاكتشاف.
اكتُشف هذا الجُرم الفلكي بواسطة Pierre Antonini ‏ في 11 أغسطس 1997.

## وصلات خارجية
- (26206) 1997 PJ4 في قاعدة بيانات مختبر الدفع النفاث لأجرام النظام الشمسي الصغيرة

- الاكتشاف · مخطط المدار ·  العناصر المدارية · المعلمات المادية

- (26206) 1997 PJ4 على موقع ويكي سكاي: DSS2, SDSS, GALEX, IRAS, Hydrogen α, X-Ray, Astrophoto, Sky Map, Articles and images